# José Castro (político)
José Antonio Castro (Monterrey, Virreinato de Nueva España, 17 de febrero de 1808 - 27 de febrero de 1860) fue gobernador interino de la Alta California entre 1835 y 1836, y comandante general del ejército mexicano en la Alta California en el momento de la ocupación del territorio por parte de Estados Unidos en 1846 a través de la Intervención estadounidense en México de 1846-1848.

## Biografía
José Antonio Castro era hijo de José Tiburcio Castro, soldado y miembro de la cámara legislativa mexicana, así como administrador secularizado de la Misión de San Juan Bautista, y concesionario de Rancho Sausal. El primer cargo público de José Antonio de Castro fue el de secretario del Ayuntamiento de Monterrey. 
En 1830, Castro fue arrestado por su oposición al gobernador mexicano de la Alta California. En 1835 fue Vocal Primero de la legislatura el gobernador interino. Junto con Juan Bautista Alvarado, fue opositor de gobernadores mexicanos y buscó un estatus de semi-independencia para la Alta California. Tuvo un papel destacado en el derrocamiento del gobernador Nicolás Gutiérrez en 1836, convirtiéndose en comandante general y gobernador, como presidente del legislativo. 
Cuando Mariano Guadalupe Vallejo accedió a la Comandancia General, Castro se convirtió en teniente coronel del ejército en 1837-38. Una vez más, fue nombrado Primer Miembro de la Diputación, así como prefecto del Distrito de Monterey. En 1839 Alvarado le concedió el Rancho San Justo uno de los tres ranchos anexos a la Misión de San Juan Bautista, después de la secularización de los bienes de la misión por el gobierno mexicano en 1833. 
En 1840, Castro fue detenido y deportado a San Blas en la Baja California. En 1844-45, se convirtió en un líder de la revuelta contra el gobernador Manuel Micheltorena. Tras obtener por segunda vez la Comandancia General de la Alta California controló los movimientos de John C. Frémont, liderando a los californios contra los estadounidenses. Partiendo a México en agosto de 1846, donde residió en Sinaloa, regresó a la Alta California en 1848. Finalmente regresó a México en 1853 y fue nombrado gobernador y comandante militar de Baja California. 
Castro nunca renunció a su ciudadanía mexicana ni a su ni rango militar. En febrero de 1860, el gobernador Castro fue asesinado por el bandido Manuel Márquez.

## Legado
- La calle y el distrito de Castro en San Francisco llevan su nombre.
- La Casa de José Castro (construida en 1840) en San Juan Bautista es ahora un monumento histórico nacional.

- Datos: Q329781
- Multimedia: José Castro / Q329781